# Football Club Lausanne-Sport 2010-2011
Questa voce raccoglie le informazioni riguardanti il Football Club Lausanne-Sport nelle competizioni ufficiali della stagione 2010-2011.

## Stagione
Nella stagione 2010-2011 il Losanna, allenato da Martín Rueda, inizia nel miglior dei modi sia in campionato che in Europa League. In campionato i 22 punti nelle nove prime partite portano il Lausanne-Sport in vetta alla classifica di Challenge League, alla lotta con due altri ex-grandi del calcio elvetico, Lugano e Servette, per un ritorno in Super League. Nella manifestazione europea i vodesi riescono invece a raggiungere la fase a gironi dell'Europa League, eliminando nei turni preliminari i bosniaci del Borac Banja Luka (1-0 a Losanna e 1-1 in Bosnia) e i danesi del Randers (2-3 in Danimarca e 1-1 alla Pontaise) e ai playoff il Lokomotiv Mosca. Nella fase a gironi viene inserito nel girone F insieme al CSKA Mosca, il Palermo e lo Sparta Praga. Dopo due sconfitte in casa contro i russi e a Palermo contro i rosaneri, il Lausanne-Sport agguanta un pareggio 3-3 al 96º alla Generali Arena di Praga, che rimarrà l'unico punto raccolto nel girone. La seconda parte della stagione inizia in modo tutto contrario: Fabio Celestini rescinde il suo contratto per divergenze con la dirigenza e il Losanna, non trovando più la vittoria, si fa superare in classifica da Lugano, Servette e Vaduz. A sette giornate dal termine del campionato, la squadra biancoblu punta al quarto posto con 14 punti di ritardo sul Lugano e le speranze di promozione sembrano svanite. Ma avviene un "miracolo": contemporaneamente al crollo del Lugano e del Vaduz il Lausanne-Sport raccoglie 21 punti nelle ultime sette partite e finisce il campionato di Challenge League al primo posto, sinonimo di promozione diretta in Super League, facendo così il suo ritorno nella massima divisione del campionato svizzero dopo nove anni di assenza.

## Rosa
| N. |                      | Ruolo | Calciatore                |
| -- | -------------------- | ----- | ------------------------- |
| 1  | Svizzera (bandiera)  | P     | Anthony Favre             |
| 4  | Svizzera (bandiera)  | D     | Bigambo Rochat            |
| 5  | Svizzera (bandiera)  | D     | Baptiste Buntschu         |
| 6  | Svizzera (bandiera)  | D     | Guillaume Katz            |
| 7  | Francia (bandiera)   | A     | Gaël N'Lundulu            |
| 8  | Brasile (bandiera)   | A     | Sílvio Carlos de Oliveira |
| 9  | Svizzera (bandiera)  | A     | Jocelyn Roux              |
| 10 | Filippine (bandiera) | A     | Martin Steuble            |
| 11 | Svizzera (bandiera)  | C     | Alexandre Pasche          |
| 13 | Svizzera (bandiera)  | C     | Michel Avanzini           |
| 14 | Italia (bandiera)    | D     | Sébastien Meoli           |
| 16 | Svizzera (bandiera)  | D     | Nicolas Gétaz             |
| 17 | Guinea (bandiera)    | C     | Thierno Bah               |

| N. |                           | Ruolo | Calciatore       |
| -- | ------------------------- | ----- | ---------------- |
| 18 | Francia (bandiera)        | P     | Mickael Castejon |
| 19 | Svizzera (bandiera)       | D     | Numa Lavanchy    |
| 19 | Guinea-Bissau (bandiera)  | C     | Abdul Carrupt    |
| 20 | Svizzera (bandiera)       | C     | Nicolas Marazzi  |
| 21 | Svizzera (bandiera)       | D     | David Kilinc     |
| 22 | Brasile (bandiera)        | C     | Fabrizzyo        |
| 22 | Kosovo (bandiera)         | A     | Bashkim Sukaj    |
| 24 | Francia (bandiera)        | D     | Jérôme Sonnerat  |
| 27 | Portogallo (bandiera)     | D     | Nelson Borges    |
| 27 | Costa d'Avorio (bandiera) | C     | Youssouf Traoré  |
| 29 | Rep. del Congo (bandiera) | A     | Matt Moussilou   |
| 30 | Brasile (bandiera)        | C     | Rodrigo Tosi     |
|    | Svizzera (bandiera)       | D     | Benoît Bryand    |

## Organigramma societario
Area tecnica
- Allenatore: Martín Rueda
- Allenatore in seconda: Alex Kern
- Preparatore dei portieri:
- Preparatori atletici:

## Calciomercato

### Sessione estiva
| Acquisti | Acquisti                  | Acquisti             | Acquisti |
| R.       | Nome                      | da                   | Modalità |
| -------- | ------------------------- | -------------------- | -------- |
| D        | Bigambo Rochat            | Sion                 |          |
| C        | Vullnet Basha             | Grasshoppers         |          |
| C        | Alexandre Pasche          | Young Boys           |          |
| C        | Michel Avanzini           | Gossau               |          |
| D        | Benoît Bryand             | Losanna U21          |          |
| A        | Sílvio Carlos de Oliveira | Lugano               |          |
| P        | Mickael Castejon          | Stade Lausanne-Ouchy |          |
| C        | Fabio Celestini           | Getafe               |          |
| D        | Nicolas Gétaz             | Yverdon              |          |
| A        | Ridge Munsy               | Lucerna II           |          |
| A        | Jocelyn Roux              | Stade Nyonnais       |          |
| A        | Martin Steuble            | Grasshoppers         |          |
| C        | Youssouf Traoré           | Young Boys           |          |

| Cessioni | Cessioni            | Cessioni       | Cessioni |
| R.       | Nome                | a              | Modalità |
| -------- | ------------------- | -------------- | -------- |
| C        | Dadie Mayila        | Yverdon        |          |
| C        | Dylan Stadelmann    | Yverdon        |          |
| A        | Bashkim Sukaj       | Yverdon        |          |
| A        | Nicolas Hélin       | Malley         |          |
| C        | Adrián Alvarez      | Echallens      |          |
| D        | Marlon Baluzeyi     | Le Mont        |          |
| P        | Mathieu Débonnaire  | Stade Nyonnais |          |
| P        | Damien Djuric       | Le Mont        |          |
| C        | Stevo Gasic         | Le Mont        |          |
| A        | Gaspar              | Bellinzona     |          |
| D        | Fabian Geiser       | Le Mont        |          |
| A        | Luís Pimenta        | Stade Nyonnais |          |
| A        | Franck Madou        | Kinyras Empas  |          |
| C        | Bertrand N'Dzomo    | Stade Nyonnais |          |
| D        | Thomas Pavlik       | Friburgo       |          |
| C        | Johnny Szlykowicz   | Delémont       |          |
| A        | David Vandenbossche | Paris FC       |          |

### Sessione invernale
| Acquisti | Acquisti       | Acquisti                          | Acquisti |
| R.       | Nome           | da                                | Modalità |
| -------- | -------------- | --------------------------------- | -------- |
| A        | Gaël N'Lundulu | Template:Calcio Portsmouth FC (R) |          |
| A        | Bashkim Sukaj  | Yverdon                           |          |

| Cessioni | Cessioni      | Cessioni     | Cessioni |
| R.       | Nome          | a            | Modalità |
| -------- | ------------- | ------------ | -------- |
| A        | Ridge Munsy   | Yverdon      |          |
| C        | Vullnet Basha | Grasshoppers |          |

## Risultati

### Challenge League

#### Andata
| Arbitro: | Klossner |

|                                         |           |  |
| Steuble 13’ Roux 25’, 26’ Celestini 65’ | Marcatori |  |

| Arbitro: | Amhof |

|  |           |                    |
|  | Marcatori | 42’ Roux 90’ Munsy |

| Arbitro: | Grossen |

|                              |           |  |
| Tosi 25’ Katz 37’ Silvio 58’ | Marcatori |  |

| Arbitro: | Zimmermann |

|                      |           |               |
| Tosi 58’ Marazzi 86’ | Marcatori | 65’ Rodriguez |

| Arbitro: | Bieri |

|               |           |                     |
| Montandon 18’ | Marcatori | 11’ Roux 52’ Silvio |

| Arbitro: | Wermelinger |

|                           |           |                          |
| Silvio 17’, 65’ Meoli 84’ | Marcatori | 15’ Chatton 71’ Sheholli |

| Arbitro: | Bertolini |

|                     |           |          |
| Piu 7’ Rebronja 84’ | Marcatori | 86’ Roux |

| Arbitro: | Circhetta |

|           |           |               |
| Eudis 57’ | Marcatori | 59’, 61’ Roux |

| Arbitro: | Studer |

|                    |           |                           |
| Meoli 62’ Katz 71’ | Marcatori | 29’ Marazzi 38’ Šabanović |

| Arbitro: | Huwiler |

|                     |           |             |
| Roux 62’ Silvio 65’ | Marcatori | 81’ Carrara |

| Arbitro: | Kever |

|              |           |                                  |
| Foschini 62’ | Marcatori | 25’ (rig.), 69’ Silvio 81’ Munsy |

| Arbitro: | Amhof |

|                                                   |           |                         |
| Katz 6’ Silvio 11’ Meoli 55’ Tosi 68’ (rig.), 85’ | Marcatori | 20’ Hassell 84’ Sulmoni |

| Arbitro: | Graf |

|            |           |  |
| Hasler 17’ | Marcatori |  |

| Arbitro: | Bieri |

|              |           |          |
| Adeshina 54’ | Marcatori | 24’ Tosi |

| Arbitro: | Erlachner |

|               |           |             |
| Fabrizzyo 84’ | Marcatori | 24’ Pimenta |

#### Ritorno
| Arbitro: | Amhof |

|                          |           |  |
| Katz 19’ Sarr 27’ (aut.) | Marcatori |  |

| Yverdon-les-Bains 27 febbraio 2011, ore 14:30 CET 17ª giornata | Yverdon    | 0 – 0 referto | Losanna | Stade Municipal Yverdon-les-Bains (2 170 spett.)\| Arbitro: \| Zimmermann \| |
| Arbitro:                                                       | Zimmermann |               |         |                                                                              |

| Arbitro: | Winter |

|          |           |                  |
| Alic 81’ | Marcatori | 9’ (rig.) Silvio |

| Arbitro: | Gut |

|               |           |                       |
| Moussilou 19’ | Marcatori | 9’ Osmani 66’ Schultz |

| Arbitro: | Zimmermann |

|                |           |                     |
| Kuzmanovic 76’ | Marcatori | 22’ Silvio 84’ Roux |

| Arbitro: | Gremaud |

|                                         |           |           |
| Meoli 28’ Roux 75’ Tosi 78’ Carrupt 90’ | Marcatori | 79’ Tadić |

| Arbitro: | Laperrière |

|  |           |                            |
|  | Marcatori | 63’ Estéban 89’ Vitkieviez |

| Arbitro: | Huwiler |

|                                |           |              |
| Stojkov 67’ (rig.) Aratore 78’ | Marcatori | 86’ Sonnerat |

| Arbitro: | Jancevski |

|            |           |                            |
| Gaspar 48’ | Marcatori | 26’ (rig.) Silvio 63’ Roux |

| Arbitro: | Gut |

|             |           |                                  |
| Hulmann 62’ | Marcatori | 33’ Silvio 43’ Avanzini 53’ Roux |

| Arbitro: | Winter |

|                                             |           |  |
| Mollet 26’ (aut.) Roux 34’ Carrupt 72’, 83’ | Marcatori |  |

| Arbitro: | San |

|  |           |                                                          |
|  | Marcatori | 38’ (rig.) Silvio 44’, 75’ Avanzini 56’ Roux 82’ Steuble |

| Arbitro: | Erlachner |

|                               |           |               |
| Silvio 72’ Moussilou 82’, 88’ | Marcatori | 50’ Iapichino |

| Arbitro: | Jaccottet |

|                     |           |  |
| Katz 37’ Silvio 81’ | Marcatori |  |

| Arbitro: | Amhof |

|  |           |                                                      |
|  | Marcatori | 35’ Steuble 40’ (aut.) Dénervaud 52’ Pasche 56’ Roux |

### Coppa Svizzera
| 22 settembre 2010, ore 19:30 CEST Primo turno | Langenthal | 2 – 5 | Losanna |  |

| 16 ottobre 2010, ore 18:00 CEST Secondo turno | Losanna | 0 – 2 | Bellinzona |  |

### UEFA Europa League

#### Fase di qualificazione
| Arbitro: | Pettay |

|            |           |  |
| Silvio 19’ | Marcatori |  |

| Arbitro: | Dias |

|             |           |          |
| Vukelja 70’ | Marcatori | 65’ Roux |

| Arbitro: | Hațegan |

|                   |           |                                    |
| Movsisyan 7’, 82’ | Marcatori | 41’ Steuble 64’ (rig.), 86’ Silvio |

| Arbitro: | Black |

|          |           |               |
| Tosi 68’ | Marcatori | 48’ Movsisyan |

| Arbitro: | Mažeika |

|            |           |           |
| Traoré 28’ | Marcatori | 65’ Syčëv |

| Arbitro: | Stavrev |

|                                    |                      |                                    |
| Aliyev 85’                         | Marcatori            | 17’ Silvio                         |
| Aliyev Syčëv Los'kov Šiškin Maicon | Tiri di rigore 3 – 4 | Silvio Carrupt Tosi Katz Celestini |

#### Fase a gironi
| Arbitro: | Evans |

|  |           |                                    |
|  | Marcatori | 22’, 81’ (rig.) Love 68’ Ignaševič |

| Arbitro: | Kaasik |

|                |           |  |
| Migliaccio 79’ | Marcatori |  |

| Arbitro: | Asumaa |

|                         |           |                                 |
| Bony 10’, 24’ Kucka 20’ | Marcatori | 6’ Meoli 75’ Steuble 90’ Silvio |

| Arbitro: | Kulbakov |

|         |           |                          |
| Katz 6’ | Marcatori | 45’, 90’ Bony 75’ Kweuke |

| Arbitro: | Weiner |

|                                                 |           |             |
| Necid 18’, 82’ Oliseh 22’ Tošić 40’ Dzagoev 71’ | Marcatori | 90’ Carrupt |

| Arbitro: | Genov |

|  |           |           |
|  | Marcatori | 84’ Muñoz |

## Statistiche

### Statistiche di squadra
| Competizione     | Punti | In casa | In casa | In casa | In casa | In casa | In casa | In trasferta | In trasferta | In trasferta | In trasferta | In trasferta | In trasferta | Totale | Totale | Totale | Totale | Totale | Totale | DR  |
| Competizione     | Punti | G       | V       | N       | P       | Gf      | Gs      | G            | V            | N            | P            | Gf           | Gs           | G      | V      | N      | P      | Gf     | Gs     | DR  |
| ---------------- | ----- | ------- | ------- | ------- | ------- | ------- | ------- | ------------ | ------------ | ------------ | ------------ | ------------ | ------------ | ------ | ------ | ------ | ------ | ------ | ------ | --- |
| Challenge League | 65    | 15      | 11      | 2       | 2       | 38      | 15      | 15           | 9            | 3            | 3            | 29           | 13           | 30     | 20     | 5      | 5      | 67     | 28     | +39 |
| Coppa Svizzera   | -     | 1       | 0       | 0       | 1       | 0       | 2       | 1            | 1            | 0            | 0            | 5            | 2            | 2      | 1      | 0      | 1      | 5      | 4      | +1  |
| Coppa UEFA       | -     | 6       | 1       | 2       | 3       | 4       | 9       | 6            | 1            | 3            | 2            | 9            | 13           | 12     | 2      | 5      | 5      | 13     | 22     | -9  |
| Totale           | 65    | 22      | 12      | 4       | 6       | 42      | 26      | 22           | 11           | 6            | 5            | 43           | 28           | 44     | 23     | 10     | 11     | 85     | 54     | +31 |

### Andamento in campionato
| Giornata  | 1 | 2 | 3 | 4 | 5 | 6 | 7 | 8 | 9 | 10 | 11 | 12 | 13 | 14 | 15 | 16 | 17 | 18 | 19 | 20 | 21 | 22 | 23 | 24 | 25 | 26 | 27 | 28 | 29 | 30 |
| --------- | - | - | - | - | - | - | - | - | - | -- | -- | -- | -- | -- | -- | -- | -- | -- | -- | -- | -- | -- | -- | -- | -- | -- | -- | -- | -- | -- |
| Luogo     | C | T | C | C | T | C | T | T | C | C  | T  | C  | T  | T  | C  | C  | T  | T  | C  | T  | C  | C  | T  | T  | T  | C  | T  | C  | C  | T  |
| Risultato | V | V | V | V | V | V | P | V | N | V  | V  | V  | P  | N  | N  | V  | N  | N  | P  | V  | V  | P  | P  | V  | V  | V  | V  | V  | V  | V  |
| Posizione | 1 | 2 | 1 | 2 | 1 | 1 | 2 | 2 | 2 | 1  | 1  | 1  | 1  | 2  | 3  | 3  | 3  | 3  | 3  | 3  | 3  | 3  | 4  | 4  | 4  | 4  | 4  | 1  | 1  | 1  |

Legenda:

Luogo: C = Casa; T = Trasferta. Risultato: V = Vittoria; N = Pareggio; P = Sconfitta.

### Statistiche dei giocatori
| Giocatore           | Challenge League | Challenge League | Challenge League | Challenge League | Coppa UEFA | Coppa UEFA | Coppa UEFA  | Coppa UEFA | Totale   | Totale | Totale      | Totale     |
| Giocatore           | Presenze         | Reti             | Ammonizioni      | Espulsioni       | Presenze   | Reti       | Ammonizioni | Espulsioni | Presenze | Reti   | Ammonizioni | Espulsioni |
| ------------------- | ---------------- | ---------------- | ---------------- | ---------------- | ---------- | ---------- | ----------- | ---------- | -------- | ------ | ----------- | ---------- |
| M. Avanzini         | 25               | 3                | 8                | 0                | 11         | 0          | 2           | 0          | 36       | 3      | 10          | 0          |
| T. Bah              | 13               | 0                | 0                | 1                | 0          | 0          | 0           | 0          | 13       | 0      | 0           | 1          |
| V. Basha            | 1                | 0                | 0                | 0                | 1          | 0          | 0           | 0          | 2        | 0      | 0           | 0          |
| N. Borges           | 5                | 0                | 0                | 0                | 3          | 0          | 1           | 0          | 8        | 0      | 1           | 0          |
| B. Bryand           | 0                | 0                | 0                | 0                | 0          | 0          | 0           | 0          | 0        | 0      | 0           | 0          |
| B. Buntschu         | 7                | 0                | 1                | 0                | 4          | 0          | 0           | 0          | 11       | 0      | 1           | 0          |
| A. Carrupt          | 21               | 3                | 2                | 0                | 8          | 1          | 1           | 0          | 29       | 4      | 3           | 0          |
| M. Castejon         | 3                | 0                | 0                | 0                | 2          | 0          | 0           | 0          | 5        | 0      | 0           | 0          |
| F. Celestini        | 13               | 1                | 1                | 0                | 12         | 0          | 1           | 0          | 25       | 1      | 2           | 0          |
| F. Fabrizzyo        | 5                | 1                | 1                | 0                | 0          | 0          | 0           | 0          | 5        | 1      | 1           | 0          |
| A. Favre            | 27               | 0                | 2                | 0                | 11         | 0          | 0           | 0          | 38       | 0      | 2           | 0          |
| N. Gétaz            | 11               | 0                | 1                | 0                | 1          | 0          | 0           | 0          | 12       | 0      | 1           | 0          |
| N. Hélin            | 0                | 0                | 0                | 0                | 0          | 0          | 0           | 0          | 0        | 0      | 0           | 0          |
| G. Katz             | 28               | 5                | 7                | 0                | 11         | 1          | 3           | 1          | 39       | 6      | 10          | 1          |
| D. Kilinc           | 0                | 0                | 0                | 0                | 2          | 0          | 0           | 0          | 2        | 0      | 0           | 0          |
| N. Lavanchy         | 0                | 0                | 0                | 0                | 0          | 0          | 0           | 0          | 0        | 0      | 0           | 0          |
| N. Marazzi          | 29               | 1                | 5                | 0                | 11         | 0          | 4           | 0          | 40       | 1      | 9           | 0          |
| D. Mayila           | 1                | 0                | 0                | 0                | 0          | 0          | 0           | 0          | 1        | 0      | 0           | 0          |
| S. Meoli            | 27               | 4                | 3                | 0                | 11         | 1          | 1           | 0          | 38       | 5      | 4           | 0          |
| M. Moussilou        | 12               | 3                | 0                | 0                | 0          | 0          | 0           | 0          | 12       | 3      | 0           | 0          |
| R. Munsy            | 10               | 2                | 1                | 0                | 7          | 0          | 0           | 0          | 17       | 2      | 1           | 0          |
| G. N'Lundulu        | 8                | 0                | 0                | 0                | 0          | 0          | 0           | 0          | 8        | 0      | 0           | 0          |
| A. Pasche           | 22               | 1                | 4                | 0                | 5          | 0          | 0           | 0          | 27       | 1      | 4           | 0          |
| B. Rochat           | 12               | 0                | 2                | 0                | 5          | 0          | 0           | 0          | 17       | 0      | 2           | 0          |
| J. Roux             | 27               | 15               | 6                | 0                | 11         | 1          | 1           | 0          | 38       | 16     | 7           | 0          |
| Q. Rushenguziminega | 0                | 0                | 0                | 0                | 0          | 0          | 0           | 0          | 0        | 0      | 0           | 0          |
| C. Silvio           | 27               | 15               | 7                | 1                | 12         | 5          | 1           | 0          | 39       | 20     | 8           | 1          |
| J. Sonnerat         | 29               | 1                | 3                | 0                | 12         | 0          | 2           | 0          | 41       | 1      | 5           | 0          |
| D. Stadelmann       | 4                | 0                | 2                | 0                | 0          | 0          | 0           | 0          | 4        | 0      | 2           | 0          |
| M. Steuble          | 16               | 3                | 3                | 0                | 9          | 2          | 2           | 0          | 25       | 5      | 5           | 0          |
| B. Sukaj            | 0                | 0                | 0                | 0                | 0          | 0          | 0           | 0          | 0        | 0      | 0           | 0          |
| R. Tosi             | 21               | 6                | 1                | 0                | 9          | 1          | 2           | 0          | 30       | 7      | 3           | 0          |
| Y. Traoré           | 15               | 0                | 1                | 0                | 3          | 1          | 0           | 0          | 18       | 1      | 1           | 0          |